# Istorija Etiopije
Članak pokriva praistoriju i istoriju Etiopije od njenog nastanka kao carstva pod Aksumima do njenog trenutnog oblika kao Savezne Demokratske Republike Etiopije, kao i istoriju drugih područja u današnjoj Etiopiji, poput Afarskog trougla. Etiopsko carstvo (Abisinija) prvo su osnovali Etiopljani na Etiopskoj visoravni. Zbog migracije i imperijalne ekspanzije, ono je preraslo u brojne druge prvenstveno afroazijske zajednice, uključujući Oromo, Amharce, Somalce, Tigrejce, Afarce, Sidame, Gurage, Agaue i Harare, između ostalih.
Jedno od najranijih kraljevstava koja su došla na vlast na ovoj teritoriji bilo je kraljevstvo Damot u 10. veku p. n. e., koje je osnovalo svoj glavni grad u Jehi. U prvom veku nove ere, Aksumitsko kraljevstvo se učvrstilo u Tigrajskoj oblasti sa glavnim gradom u Aksumu i preraslo u veliku silu na Crvenom moru, pokorilo je Jemen i Meroz i prešlo u hrišćanstvo početkom četvrtog veka. Aksumitsko carstvo je propalo s porastom islama na arapskom poluostrvu, koje je polako odstupilo od trgovine sa hrišćanskim Aksumom, te je on vremenom je postao izolovan, došlo je do pada privre i Aksumske komercijalne dominacije nad regionom. Aksumiti su ustupili mesto dinastiji Zagaj, koja je osnovala novu prestonicu na Lalibeli, pre nego što je u 13. veku ustupila mesto Solomonskoj dinastiji. Tokom ranog solomonskog perioda Etiopija je prošla kroz vojne reforme i carsku ekspanziju zbog čega je dominirala Afričkim rogom. U ovo vreme stigli su i portugalski misionari.
Godine 1529, osvajanje Abisinije (Futuh al-Habaš) od strane osmanskog savezničkog muslimanskog Adal sultanata opustošilo je visoravan, i odvraćeni su samo portugalskom intervencijom. Kako su zaraćene strane bile oslabljene ratom, Oromo narod je bio u stanju da se proširi u visoravan, osvojivši ostatke Adal sultanata i da prodre duboko na sever. Portugalsko prisustvo se takođe povećalo, dok su Osmanlije počele da prodiru u sadašnju Eritreju, stvarajući Habeš ajalet. Portugalci su u Etiopiju doveli moderno oružje i baroknu arhitekturu, a 1622. godine su cara Susenjosa I konvertovali u katolicizam, pokrenuvši građanski rat koji je završio njegovom abdikacijom i proterivanjem svih katolika iz Etiopije. Novi glavni grad osnovan je u Gondaru 1632. godine, i usledio je period mira i prosperiteta sve dok zemlju nisu razoli vojni diktatori u 18. veku tokom Epohe prinčeva.
Etiopija je ponovno ujedinjena 1855. godine pod Tevodrosom II, čime počinje moderna istorija Etiopije. Njegovu vladavinu pratio je Johannes IV koji je ubijen u akciji 1889. Pod Menelikom  Etiopija je započela transformaciju u dobro organizovan tehnološki napredak i strukturu kakvu država sada ima. Etiopija se takođe proširila na jug i istok, osvajanjem zapadnog Oroma (danas Šoan Oroma), Sidama, Guraga, Volajta i drugih grupa, što je rezultiralo granicama moderne Etiopije. Etiopija se oduprla italijanskoj invaziji 1896. godine, te su je evropske sile priznale kao legitimnu državu. Do ubrzane modernizacije je došlo pod Menelikom II i Hajlom Selasijom. Italija je pokrenula drugu invaziju 1935. godine. Tokom 1935—1941. Etiopija je bila pod italijanskom okupacijom. Zajednička snage Britanaca i etiopskih pobunjenika uspele su da oteraju Italijane iz zemlje 1941. godine, a na presto je vraćen Hajle Selasije. Etiopija i Eritreja su se ujedinile u federaciju, ali kada je Hajle Selasije 1961. godine okončao federaciju i Eritreju učinio provincijom Etiopije, izbio je 30-godišnji Eritrejski rat za nezavisnost. Eritreja je ponovo stekla nezavisnost nakon referenduma 1993. godine.
Hajle Selasije je svrgnut 1974. godine i na vlast je došao vojni Derg režim. Godine 1977. je zemlju napala Somalija, pokušavajući da anektira oblast Ogaden, ali su napad odbile etiopske, sovjetske i kubanske snage. Tokom 1977. i 1978. godini, vlada je mučila ili ubila stotine hiljada osumnjičenih neprijatelja u Crvenom teroru. Etiopija je 1984. godine doživela glad, kojom je usmrćeno milion ljudi, i vođen je građanski rat, koji je rezultirao padom Derga 1991. godine. To je rezultiralo osnivanjem Savezne demokratske republike pod Melesom Zenavijem. Etiopija ostaje osiromašena, ali je njena ekonomija postala jedna od najbrže rastućih na svetu.

## Etimologija
Drevni grčki istoričari kao što su Herodot i Diodor Sikulski koristili su reč Etiopija (Αἰθιοπία) u odnosu na narode koji žive neposredno na jugu starog Egipta, tačnije, oblast koja je sada poznata kao drevno kraljevstvo Kuš, sada deo današnje Nubije u Egiptu i Sudanu i uopšte u celoj Podsaharskoj Africi. Ime Etiopija potiče od starogrčke reči „Aethiops” (izgoreli izgled).
U drevnim vremenima, naziv Etiopija se prvenstveno koristio u odnosu na današnju naciju Sudan, koja se nalazi u dolini Gornjeg Nila i locirana je južno od Egipta, koja se takođe naziva Kuš, a zatim sekundarno u odnosu na Podsaharsku Afriku u opšte. Pominjanje Kraljevstva Aksum (označenog kao Etiopija) datira samo iz prve polovine 4. veka, nakon invazije Aksumitskog carstva na Kuš u Sudanu u 4. veku. Stariji natpis Ezane Habašata (izvor za „Abisinija”) u gizu, južnoarapskom pismu, tada je preveden na grčki kao „Etiopija”.

## Antika

### Hipoteza o zemlji Punt
Pretpostavlja se da je Punt bio kraljevstvo na Rogu Afrike, na osnovu arheoloških nalaza egipatskih mumificiranih pavijana u današnjoj Etiopiji, i pećina u Somalilendu koje datiraju otprilike iz vremena Punta. Egipatski trgovci od oko 3000 godina pre nove ere nazivaju zemlje južno od Nubije ili Kuša Punt i Jam. Drevni Egipćani su posedovali smirnu (pronađenu u Puntu), što Ričard Pankherst tumači da ukazuje da je trgovina između dve zemlje postojala od početka Starog Egipta. Faraonski zapisi ukazuju na ovo posedovanje smirne još tokom Prve i Druge dinastije (3100—2888. p. n. e.), koja je takođe bila cenjen proizvod regiona Roga Afrike; natpisi i slikovni reljefi ukazuju i na slonovače, kožu pantera i drugih životinja, stabla smirne i nojevo perje iz afričkog obalskog pojasa; a u Četvrtoj egipatskoj dinastiji (2789—2767. p. n. e.) pominje se Puntit koji je bio u službi Keopsovog sina, graditelja Velike piramide. Dž. H. Brestid je pretpostavio da je ovaj rani trgovinski odnos mogao biti ostvaren kopnenom trgovinom niz Nil i njegove pritoke (tj. Plavi Nil i Atbara). Grčki istoričar i geograf Agatarhid je dokumentovao pomorstvo među ranim Egipćanima: „Tokom prosperitetnog perioda Starog kraljevstva, između 30. i 25. veka pre nove ere, rečne rute su održavani u redu, a egipatski brodovi su plovili Crvenim morem sve do zemlje smirne.”
Prvo poznato putovanje do Punta dogodilo se u 25. veku pre nove ere pod vladavinom faraona Sahure. Najpoznatija ekspedicija na Punt, međutim, dolazi za vreme vladavine kraljice Hatšepsut verovatno oko 1495. p. n. e., pošto je ekspedicija zabeležena na detaljnim reljefima na hramu Deir el-Bahri u Tebi. Natpisi prikazuju trgovačku grupu koja vraća stabla smirne, vreće smirne, slonove kljove, tamjan, zlato, razno fragmentirano drvo i egzotične životinje. Detaljne informacije o ova dva naroda su retke, a postoji mnogo teorija o njihovoj lokaciji i etničkom odnosu njihovih ljudi. Egipćani su zemlju Punt ponekad nazivali „Božja zemlja”, zbog „velikih količina zlata, slonovače i smirne koje su se lako mogle nabaviti”.
Dokazi o Nakadanskim kontaktima uključuju opsidijan iz Etiopije i Egejskog mora. Iako se ne zna mnogo, vrlo je verovatno da je Punt pao zbog etničkih tenzija između Somalijaca i Etiopljana, podelivši se u 2 različita kraljevstva, Makrobiju i Damot oko 1. milenijuma pre nove ere.

## Literatura
- d'Abaddie, Arnauld Michel (1815—1894?), Douze ans de séjour dans la Haute-Éthiopie, Tome Ier, Paris, 1868
- Alvares, Francisco in: Giovanni Battista Ramusio Historiale description de l'Ethiopie, contenant vraye relation des terres, & pais du grand Roy & Empereur Prete-Ian, l'assiette de ses royaumes & provinces, leurs coutumes, loix & religion, avec les pourtraits de leur temples & autres singularitez, cy devant non cogneues Архивирано 2013-08-01 на сајту , Anvers, Omnisys, 1558, BNF
- Blanc, Henri (1831—1911), Ma captivité en Abyssinie sous l'empereur Théodoros — avec des détails sur l'Empereur Theodros, sa vie, ses mœurs, son peuple, son pays, traduit de l'anglais par Madame Arbousse-Bastide.
- Bruce, James, Jean-Henri Castéra, Charles-Joseph Panckoucke, Pierre Plassan, Voyage en Nubie et en Abyssinie entrepris pour découvrir les sources du Nil., Paris, 1791
- Budge, E. A. Wallis, The Queen of Sheba and her only son Menelik, London 1932.
- Castanhoso. The Portuguese expedition to Abyssinia in 1541—1543 as narrated by Castanhoso.; translated and introduced by  (Archive.org)
- Ferret, Pierre Victor Ad., Joseph Germain Galinier Voyage en Abyssinie dans les provinces du Tigré, du Samen et de l'Amhara, Paris, 1847
- Giffre de Rechac, Jean de Les estranges evenemens du voyage de Son Altesse, le serenissime prince Zaga-Christ d'Ethiopie Архивирано 2013-08-01 на сајту , Hachette, Paris, 1635, BNF
- The Periplus of the Erythraean Sea Архивирано на веб-сајту  (14. август 2014) Travel and Trade in the Indian Ocean by a Merchant of the First Century
- Reybaud, Louis Voyage dans l’Abyssinie méridionale, Revue des Deux Mondes, tome 27, Paris, 1841
- (Amharic) Original letters from Ethiopian emperors, website of the national archives of Addis Abeba
- A Brief History of Trade and Business in Ethiopia from Ancient to Modern Times, Richard Pankhurst, 1999: set of 2 articles published in the Addis Tribune summarizing a speech by Dr. Pankhurst at the 74’th District Conference and Assembly of Rotary International, in Addis Ababa 7—9 May 1999
- Ethiopia Across the Red Sea and Indian Ocean, Richard Pankhurst, 1999: set of 3 articles published in the Addis Tribune newspaper in Addis Ababa, Ethiopia, on the relations between Ethiopia and countries on the Indian Ocean in ancient and early medieval times
- A History of Early Twentieth Century Ethiopia, Richard Pankhurst, 1997: set of 20 articles published in the Addis Tribune summarizing the history of Ethiopia from the beginning of the 20th century until the 1960s
- Pankhurst, Richard (1999). „History of Northern Ethiopia – and the Establishment of the Italian Colony or Eritrea”. Civic Webs Virtual Library. Архивирано из оригинала 23. 3. 2005. г. Приступљено 25. 3. 2005. Article published in the Addis Tribune showing how Eritrea has historically been a part of Ethiopia
- Mauri, Arnaldo (2003), „The early development of banking in Ethiopia”. International Review of Economics. 50 (4). ISSN 1865-1704., , pp. 521–543. Abstract
- Mauri, Arnaldo (2009), „The re-establishment of the national monetary and banking system in Ethiopia, 1941—1963”. South African Journal of Economic History. 24 (2). ISSN 1011-3436., , pp. 82–130.
- Mauri, Arnaldo (2010), „Monetary developments and decolonization in Ethiopia”. Acta Universitatis Danubius Œconomica. 6 (1). ISSN 2065-0175., , pp. 5–16.  and
- African Zion, the Sacred Art of Ethiopia. New Haven: Yale University Press. 1993..
- Antonicelli, Franco (1961). Trent'anni di storia italiana 1915—1945. Torino: Mondadori.
- Bahru Zewde (2001). A History of Modern Ethiopia, 1855—1974 (2nd изд.). Oxford: James Currey. ISBN 978-0-85255-786-0.
- Bernand, Étienne; Drewes, Abraham Johannes; Schneider, Roger; Anfray, Francis (1991). Recueil des inscriptions de l'Ethiopie des périodes pré-axoumite et axoumite. Académie des inscriptions et belles-lettres, De Boccard. ASIN B0000EAFWP. Архивирано из оригинала 17. 02. 2020. г. Приступљено 01. 11. 2019.
- Del Boca, Angelo (1985). Italiani in Africa Orientale: La conquista dell'Impero. Roma: Laterza. ISBN 88-420-2715-4.
- Gibbons, Ann (2007). The First Human : The Race to Discover our Earliest Ancestor. Anchor Books. ISBN 978-1-4000-7696-3.
- Henze, Paul B. (2000). A History of Ethiopia. Layers of Time. C. Hurst & Co. Publishers. ISBN 1-85065-393-3.
- Johanson, Donald & Wong, Kate (2009). Lucy's Legacy : The Quest for Human Origins. Three Rivers Press. ISBN 978-0-307-39640-2.
- Marcus, Harold (1994). A History of Ethiopia. Berkeley.
- Markakis, John; Nega Ayele (1978). Class and Revolution in Ethiopia. Addis Abeba: Shama Books. ISBN 99944-0-008-8.
- Munro-Hay, Stuart (1992). Aksum: An African Civilisation of Late Antiquity. Edinburgh University Press. ISBN 0-7486-0209-7. Архивирано из оригинала 17. 5. 2008. г.
- Pankhurst, Richard (2001). The Ethiopians: A History (Peoples of Africa). Wiley-Blackwell; New Ed edition. ISBN 0-631-22493-9.
- Pankhurst, Richard (2005). Historic images of Ethiopia. Addis Abeba: Shama books. ISBN 99944-0-015-0.
- Pankhurst, R. (1989). „Ethiopia and Somalia”.  Ур.: J. F. Ade Ajayi. Africa in the Nineteenth Century until the 1880s. General History of Africa. 6. UNESCO. стр. 376+. ISBN 0-435-94812-1.
- Phillipson, David W. (2003). Aksum: an archaeological introduction and guide. Nairobi: The British Institute in Eastern Africa. ISBN 1-872566-19-7.
- Sergew Hable Selassie (1972). Ancient and Medieval Ethiopian History to 1270. Addis Ababa: United Printers.
- Shinn, David H (2013). Historical Dictionary of Ethiopia.
- Taddesse Tamrat (2009). Church and State in Ethiopia, 1270—1527.. Hollywood, CA: Tsehai Publishers & Distributors, second printing with new preface and new foreword.
- Vestal, Theodor M. (2007). „Consequences of the British occupation of Ethiopia during World War II”, B. J. Ward (ed), Rediscovering the British Empire. Melbourne.
- Young, John (1993). Peasant Revolution in Ethiopia: The Tigray People's Liberation Front, 1975—1991. Cambridge University Press. ISBN 0-521-59198-8.
- Crummey, Donald (1990). „Society, State and Nationality in the Recent Historiography of Ethiopia”. The Journal of African History. 31 (1): 103—119. JSTOR 182803. doi:10.1017/S0021853700024804.

### Videografija
- Adwa: an African victory, Haïlé Gerima, US, 1999, Mypheduh Films, 97 min
- Fascist Legacy, Ken Kirby, Royaume-Uni, 1989, documentary 2x50min Fascist Legacy на веб-сајту  (језик: италијански)